# Finale de la Coupe du monde de rugby à XV 1995
La finale de la Coupe du monde de rugby à XV 1995 est un match de rugby à XV disputé le 24 juin 1995 à l'Ellis Park Stadium de Johannesburg, en Afrique du Sud, au terme de la troisième édition de la Coupe du monde de rugby, organisée depuis le 25 mai 1995 dans tout le pays. Elle voit la victoire dans un match sans essai de l'équipe d'Afrique du Sud sur celle de  Nouvelle-Zélande par un score de 15 à 12 après prolongations.

## Feuille de match
Le 24 juin 1995 à l'Ellis Park Stadium, Johannesburg se joue la finale de la troisième Coupe du monde de rugby à XV : 
 Afrique du Sud  15 - 12  Nouvelle Zélande après prolongations (mt : 9 - 6).
Regardé par 63 000 spectateurs, il est arbitré par l'Anglais Ed Morrison.

## Points marqués

### Afrique du Sud
- 3 pénalités : Stransky (10e, 21e, 90e),
- 2 drops : Stransky (31e, 93e)

### Nouvelle-Zélande
- 3 pénalités : Mehrtens (5e, 13e, 82e)
- 1 drop : Mehrtens (54e)

Évolution du score : 0-3, 3-3, 3-6, 6-6, 9-6, mt,9-9, tr, 9-12, 12-12, 15-12
Ouverture de la marque à la 5e minute par un but de pénalité d'Andrew Mehrtens et drop victorieux de Joel Stransky à la 13e minute des prolongations.

## Meilleurs marqueurs
- Afrique du Sud : 15 points par Joel Stransky, trois pénalités et deux drop goals;
- Nouvelle-Zélande : 12 points par Andrew Mehrtens, trois pénalités et un drop.